# André de Maricourt
Le baron Marie Fernand André du Mesnil de Maricourt ou André de Maricourt, est un historien français, né au hameau de Villemétrie, près de Senlis, le 4 décembre 1874 et mort le 16 novembre 1945.

## Biographie
Après avoir été élève du collège Saint-Vincent des pères Maristes à Senlis, il entre à l'École des chartes en 1894, mais pour des raisons de santé il n'en sort qu'en 1900 après avoir soutenu une thèse intitulée Essai sur l'histoire du duché de Nemours de 1404 à 1606, publiée dans les Annales de la Société historique & archéologique du Gâtinais. Après la soutenance, il doit subir une grave opération en Suisse, qui le laissera souffrant jusqu'à la fin de sa vie.
Il publie des articles sur des sujets historiques dans  la Revue des questions historiques, la Revue d'histoire moderne et contemporaine, la Revue de Paris, Le Correspondant.
En 1903, il édite les souvenirs de son arrière-grand-père, le baron Hüe. Il regroupe plusieurs études déjà publiées dans un volume intitulé En marge de notre histoire et publié en 1905. Entre 1906 et 1914, il publie des biographies en s'intéressant à l'étude des caractères : Oscar II intime, Mme de Souza et sa famille, Louis-Marie-Adélaïde de Bourbon-Penthièvre.
Il est particulièrement touché par les dégâts provoqués par les Allemands à Senlis après leur entrée dans la ville le 2 septembre 1914 lors de la bataille de Senlis. N'ayant pas été mobilisé à cause de sa santé, il sert comme brancardier à Senlis pendant cet épisode. En 1918, le maréchal Foch ayant établi son quartier-général à Senlis, il le reçoit à Villemétrie, ce qui lui permettra d'écrire en 1919 Le maréchal Foch intime, et en 1920 Foch, un lignée, une tradition, un caractère.
Il est élu vice-président de la Société d'histoire et d'archéologie de Senlis en 1921, puis président alternatif en 1927, alternant la présidence avec Gustave Macon, conservateur adjoint du musée Condé, jusqu'en 1933. Il est alors nommé président d'honneur. Son père, le comte René de Maricourt, a été un membre fondateur du Comité archéologique de Senlis, en 1862. Entre 1930 et 1934, il a publié quatre livres sur Senlis.
Ayant écrit plus de 2 000 pages dactylographiées sur l'histoire de sa famille, il a rédigé pour ceux que le sujet pouvait intéresser un petit livre : Famille et généalogie, paru en 1942.

## Publications
- Casquettes blanches et croix rouge. Souvenirs de 1870 : Coulmiers, Faverolle, Loigny. L'ambulance, Librairie de Firmin-Didot et Cie, Paris, 1892 (lire en ligne)

contrairement à ce qui est dit dans Gallica cet ouvrage est de Léon de Maricourt également baron ce qui l'a fait confondre avec son neveu André.
- Souvenirs du Baron Hüe, officier de la Chambre du roi Louis XVI et du roi Louis XVIII (1787-1815), Calmann Lévy éditeurs, Paris, 1903 (lire en ligne)
- Essai sur l'histoire du duché de Nemours de 1404 à 1606, dans Annales de la Société historique & archéologique du Gâtinais 1903, tome 21, p. 1-72, 1903, tome 21, p. 257-298, 1905, tome 23, p. 51-87, 1905, tome 23, p. 295-364, 1906, tome 24, p. 168-247.
- Du protestantisme au catholicisme. Psychologie d'une conversion au XVIIe siècle - Mme Chardon, Librairie Bloud et Cie, Paris, 1904 (lire en ligne)
- Madame de Souza et sa famille. Les Marigny - Les Flahaut. Auguste de Morny (1761-1836), Émile-Paul éditeur, Paris, 1907 (lire en ligne)
- Louise-Marie-Adélaïde de Bourbon Penthièvre, duchesse d'Orléans. La jeunesse. Le duc de Penthièvre - Le Palais-Royal - La séparation (1753-1791), Émile-Paul frères éditeurs, Paris, 1913 (lire en ligne)
- Le drame de Senlis. Journal d'un témoin. Avant, pendant, après, août-décembre 1914, Bloud et Gay éditeurs, Paris, 1916 (lire en ligne)
- En flanant dans Senlis, 1930
- Mort du duc d'Enghien, Éditions des Portiques, Paris, 1931 (lire en ligne)
- La Forêt des aventures (1932). Roman d'aventures. Première publication en feuilleton dans Le Gaulois en 1927 sous le titre Peau d’Âne et Don Quichotte, co-écrit avec Maurice Leblanc
- Ce bon abbé Prévost, 1933
- La véritable Madame Tallien, Éditions des Portiques, Paris, 1933
- avec Maurice de Bertrandfosse, Les Bourbons (1518-1830). hérédité - pathologie - amours et grandeur, Émile-Paul frères, Paris, 1936
- Les Valois (1293-1589). Hérédités, pathologie, amours et grandeur, Émile-Paul frères, Paris, 1939
- L'art de souffrir, Éditions Spes, Paris, 1936 (lire en ligne)
- L'art de se conduire, Éditions Spes, Paris, 1939 (lire en ligne)
- Famille et généalogie, Lethielleux, Paris, 1942 (compte-rendu)
- Le mystère de la rue Saint-Yves-à-l'Argent, Société d'histoire et d'archéologie de Senlis, 1970 (lire en ligne)

## Distinctions
- Prix de l'Académie française[3] :
  - Prix Auguste Furtado, en 1908, pour Madame de Souza et sa famille,
  - Prix Marcelin Guérin, en 1917, pour Louise-Marie-Adélaïde de Bourbon-Penthièvre, duchesse d’Orléans,
  - Prix Montyon, en 1925, pour Idylle et drame. Georgine de Chastellaux et Charles de la Bédoyère,
  - Prix d’Académie, en 1934, pour La véritable madame Tallien.

### Source
- Étienne Guillemot, nécrologie dans Bibliothèque de l'école des chartes, 1946, volume 106, no 2, p. 430-433 (lire en ligne)